# 原田運輸
原田運輸株式会社（はらだうんゆ）は、山形県山形市に本社を置く日本の運送会社（一般貨物自動車運送業）である。

## 概要
1963年（昭和38年）5月創業。自動車鋳造部品や印刷物などの輸送を取り扱っている。

## 沿革
- 1963年(昭和38年)5月15日 - 山形市銅町一丁目1番26号にて原田運輸株式会社として創立。代表取締役 榎森清太郎。新陸自貨296 号をもって特定貨物自動車運送事業の免許を取得。株式会社ハラチュウ(現：株式会社ハッピープロダクツ)の製品を特定輸送の母体として発足。
- 1968年(昭和43年)5月2日 - 新陸自貨第333号一般区域貨物自動車運送事業の免許取得
- 1972年(昭和47年) - 本社を立谷川工業団地に移転
- 1973年(昭和48年)3月28日 - 山形トラック運送事業協同組合設立組合員となる
- 1984年(昭和59年) - 本社新社屋を建築
- 1991年(平成3年)7月22日 - 代表取締役 榎森昭 就任
- 2007年(平成19年) - 貨物自動車運送事業安全性評価事業(Gマーク制度)取得
- 2015年(平成27年) - 自動車安全運転センター優秀安全運転事業所 銅賞
- 2016年(平成28年) - 自動車安全運転センター優秀安全運転事業所 銅賞
- 2020年(令和2年) - 株式会社山形新聞社「緊急時の新聞輸送業務に関する協定」締結
- 2022年(令和4年) - 自動車安全運転センター優秀安全運転事業所 金賞
- 2024年(令和6年) - 自動車安全運転センター優秀安全運転事業所 銀賞